# 陈彦宏
陈彦宏（1994年6月14日—），出生于四川乐山，祖籍四川仪陇，中国女演员，中国中央电视台少儿频道前主持人，2007年加入中国共青团。
现淡出演艺事业。

## 演艺经历
2005年，参演儿童剧《家有儿女》；2009年，参演儿童剧《疯丫头》；2012年，参演儿童剧《呼噜小精灵》；2020年，参演儿童剧《我爱甜甜圈》。
作为主持人，其在2008年也主持过央视少儿的栏目《大仓库》。
此外，其作为儿童记者曾采访过时任北京市长的王岐山。

## 家族
曾祖父陈子江：因参与清末农民起义被朝廷处死。
祖父陈昌：其父陈子江死时年仅7岁，被陈子江部下贾增儒收为养子，改名换姓为“贾佐”（之后改名“贾希夷”），曾参加南昌起义，后改回陈姓，并为纪念此起义改名“陈昌”。1927年3月加入中国共产党，1931年加入中国共产党的情报机关中国共产党中央特别行动科（简称“中央特科”），担任特务。1957年反右派斗争中被划归为右派，被强制劳改，并于1960年逝世。1980年获正式平反。
父亲陈龙狮：中共党员，2017年起以《澳门法治报》记者身份成为全国两会的上会记者。